# Laguna de Los Tollos
Laguna de Los Tollos este o arie protejată (arie specială de conservare — SAC, sit de importanță comunitară — SCI) din Spania întinsă pe o suprafață de 100,52 ha, integral pe uscat.

## Localizare
Centrul sitului Laguna de Los Tollos este situat la coordonatele 36°50′38″N 6°01′02″W / 36.844°N 6.0172°V.

## Înființare
Situl Laguna de Los Tollos a fost declarat sit de importanță comunitară în aprilie 1999 pentru a proteja 1 specie de plante și 25 de specii de animale. Situl a fost protejat și ca arie specială de conservare în ianuarie 2017.

## Biodiversitate
Situată în ecoregiunea mediteraneană, aria protejată conține 5 habitate naturale: Dehesas cu Quercus spp. perene, Galerii și tufărișuri riverane sudice (Nerio-Tamaricetea și Securinegion tinctoriae), Tufărișuri halofile mediteraneene și termo-atlantice (Sarcocornetea fruticosi), Salicornia și alte specii anuale care populează regiunile mlăștinoase și nisipoase, Iazuri temporare mediteraneene.
La baza desemnării sitului se află mai multe specii protejate:
- plante (1): Riella helicophylla
- păsări (25): stârc roșu (Ardea purpurea), stârc galben (Ardeola ralloides), ciuf de câmp (Asio flammeus), rață roșie (Aythya nyroca), pasărea ogorului (Burhinus oedicnemus), fugaci de țărm (Calidris alpina), prundăraș de sărătură (Charadrius alexandrinus), chirighiță-cu-obraz-alb (Chlidonias hybridus), chirighiță neagră (Chlidonias niger), erete de stuf (Circus aeruginosus), erete cenușiu (Circus pygargus), Fulica cristata, ciovlica roșcată (Glareola pratincola), piciorong (Himantopus himantopus), stârc pitic (Ixobrychus minutus), Marmaronetta angustirostris, Oxyura leucocephala, bătăuș (Philomachus pugnax), Phoenicopterus ruber, ploier auriu (Pluvialis apricaria), Porphyrio porphyrio, ciocântors (Recurvirostra avosetta), chiră mică (Sterna albifrons), călifar roșu (Tadorna ferruginea), fluierar de mlaștină (Tringa glareola)

Pe lângă speciile protejate, pe teritoriul sitului au mai fost identificate 1 specie de plante, 1 specie de amfibieni, 1 specie de nevertebrate, 1 specie de reptile.